# Benoni Ambarus

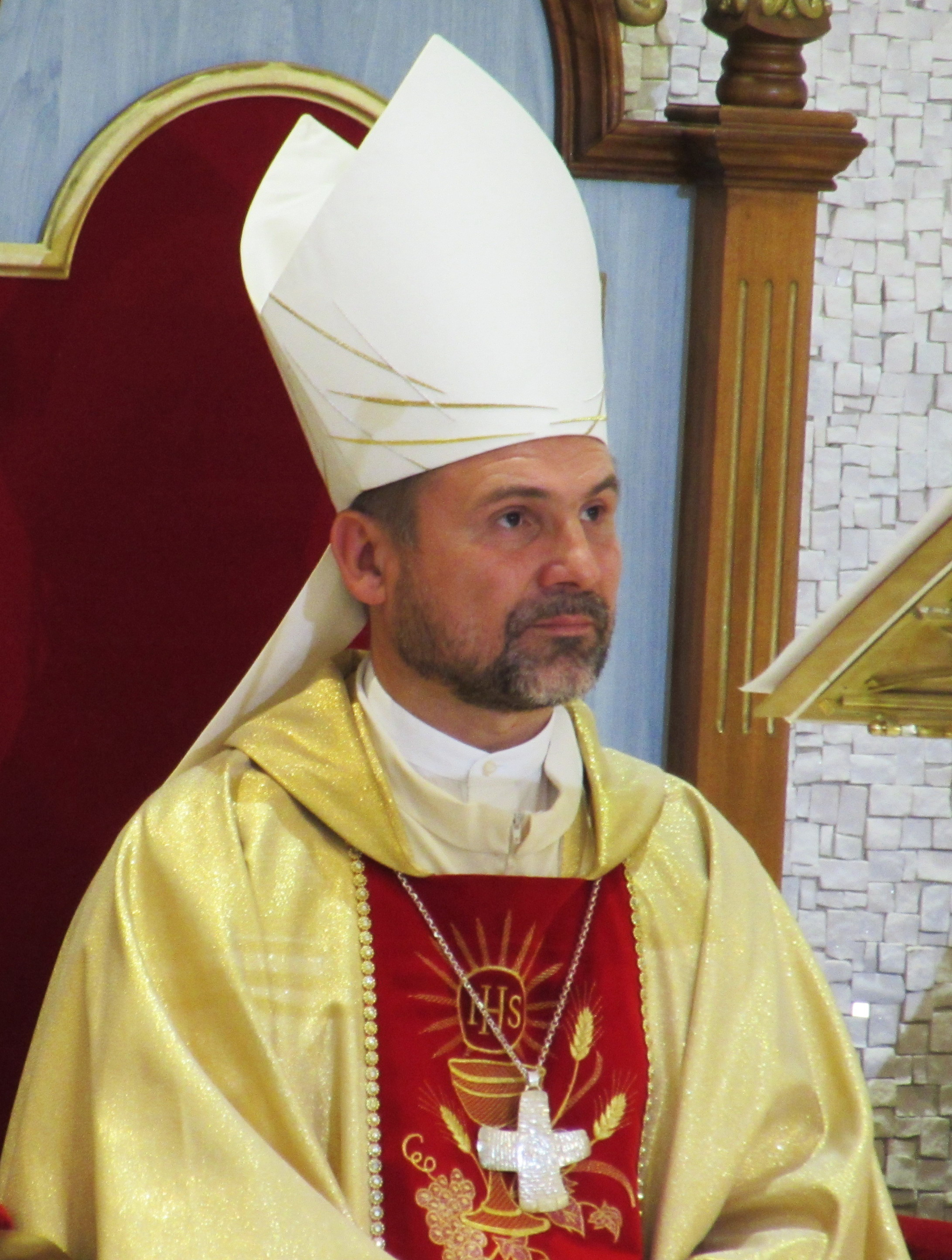
Bischof Benoni Ambăruş

Wappen von Benoni Ambăruş als Erzbischof

Benoni Ambarus (* 22. September 1974 in Somusca-Bacau, Rumänien) ist ein rumänischer römisch-katholischer Geistlicher und Erzbischof von Matera-Irsina sowie Bischof von Tricarico.

## Leben
Benoni Ambarus studierte von 1990 bis 1996 Philosophie und Theologie am Priesterseminar in Iași und setzte seine Studien als Seminarist des Päpstlichen Römischen Priesterseminars in Rom fort. Am 29. Juni 2000 spendete ihm der Apostolische Nuntius in Rumänien, Erzbischof Jean-Claude Périsset, das Sakrament der Priesterweihe für das Bistum Iași. Nach weiteren Studien an der Päpstlichen Universität Gregoriana erwarb er 2001 das Lizenziat in Dogmatik.
Nach Tätigkeiten im Bistum Rom in der Priesterausbildung am Päpstlichen Römischen Priesterseminar von 2001 bis 2004 und als Seelsorger in der Pfarrei San Frumenzio ai Prati Fiscali von 2004 bis 2007 wurde er in den Klerus des Bistums Rom inkardiniert. Bis 2010 war er weiter in der Pfarrseelsorge in San Frumenzio und anschließend zwei Jahre in Santa Maria Causa Nostrae Laetitiae in Torre Gaia tätig. Seit 2012 war er Pfarrer der Pfarrei Santi Elisabetta e Zaccaria in Valle Muricana. Seit 2017 war er zudem Vizepräsident und seit 2018 Präsident der Diözesancaritas des Bistums Rom.
Am 20. März 2021 ernannte ihn Papst Franziskus zum Titularbischof von Truentum und zum Weihbischof im Bistum Rom. Kardinalvikar Angelo De Donatis spendete ihm am 2. Mai desselben Jahres die Bischofsweihe. Mitkonsekratoren waren Enrico Kardinal Feroci und der Erzbischof von Bukarest, Aurel Percă.
Papst Leo XIV. ernannte ihn am 18. Juni 2025 in Personalunion zum Erzbischof von Matera-Irsina und zum Bischof von Tricarico.